# Filip Steinwall
Filip Steinwall (23 marzo 1997) è un ex sciatore alpino svedese.

## Biografia
Specialista delle prove veloci attivo dal novembre del 2013, in Coppa Europa Filip Steinwall ha esordito l'11 gennaio 2019 a Wengen in discesa libera (65º), ha conquistato il miglior risultato il 14 dicembre 2020 a Santa Caterina Valfurva nella medesima specialità (22º) e ha preso per l'ultima volta il via il 27 gennaio 2022 a Saalbach-Hinterglemm in supergigante, senza completare la prova. Si è ritirato al termine della stagione 2022-2023; non ha debuttato in Coppa del Mondo e non ha preso parte a rassegne olimpiche o iridate.

## Palmarès

### Coppa Europa
- Miglior piazzamento in classifica generale: 167º nel 2021

### Campionati svedesi
- 2 medaglie:
  - 2 argenti (discesa libera nel 2020; discesa libera nel 2023)